# Hyalinia subdiaphana
Hyalinia subdiaphana är en svampart som först beskrevs av James Sowerby, och fick sitt nu gällande namn av Jean Louis Emile Boudier 1907. Hyalinia subdiaphana ingår i släktet Hyalinia och familjen vaxskålar.   Inga underarter finns listade i Catalogue of Life.